# Karl Friedrich Rammelsberg
Karl Friedrich Rammelsberg (Berlin, 1813. április 1. – 1899. december 28.) német kémikus.

## Élete
Előbb gyógyszerészetet, később kémiát tanult. 1846-ban a kémia tanára, 1874-től fogva pedig a II. kémiai laboratórium igazgatója volt Berlinben. Számos munkálatai révén legfőképpen a mineralógiai kémiában szerzett kiváló érdemeket.

## Önálló művei
- Handbuch der Mineralchemie (2. kiad. 1875, pótlék ehhez: 1886 és 1885)
- Lehrbuch der Stöchiometrie (1842)
- Leitfaden für die qualitative (1885) und quantitative chemische Analyse (1886)
- Lehrbuch der chemischen Metallurgie (1865)
- Handbuch der krystallographisch-physikalischen Chemie (1881-1882)
- Grundriss der anorganischen und organischen Chemie (1881)
- Elemente der Krystallographie für Chemiker (1883)
- Die chemische Natur der Mineralien (1886)